# Jacob Christensen
Jacob Steen Christensen (Copenhague, 25 de junio de 2001), conocido simplemente como Jaxe, es un futbolista danés que juega como centrocampista en el F. C. Colonia de la 1. Bundesliga.

## Trayectoria
Jugó en el Akademisk Boldklub antes de fichar por el F. C. Nordsjælland a los 12 años. Como preparación para la temporada 2018-19, se ejercitó con el primer equipo. Más tarde, el entrenador Kasper Hjulmand lo ascendió definitivamente al primer equipo.
El 15 de julio de 2018, en la primera jornada de la nueva temporada, debutó con 17 años en un empate a uno contra el Esbjerg fB en la Superliga de Dinamarca, al entrar por Benjamin Hansen en el minuto 73 de partido. El 1 de octubre firmó una prórroga de contrato que le mantiene en el Nordsjælland hasta 2021. Se consolidó como suplente y disputó 22 partidos de liga durante su primera temporada, en la que no marcó ningún gol. 
En la siguiente temporada 2019-20 dio el salto a la titularidad. El 31 de agosto de 2019 marcó su primer gol en la Superliga en la victoria por 2-1 en casa contra el Hobro IK. Durante la temporada, disputó 32 partidos de liga en los que marcó un gol.
En julio de 2023 se unió al F. C. Colonia en una transferencia libre y firmó un contrato hasta 2026.

## Estadísticas

### Clubes
Actualizado al último partido disputado el 16 de febrero de 2024.
| Club                         | Div.          | Temporada     | Liga  | Liga  | Liga   | Copas nacionales | Copas nacionales | Copas nacionales | Copas internacionales | Copas internacionales | Copas internacionales | Total | Total | Total  |
| Club                         | Div.          | Temporada     | Part. | Goles | Asist. | Part.            | Goles            | Asist.           | Part.                 | Goles                 | Asist.                | Part. | Goles | Asist. |
| ---------------------------- | ------------- | ------------- | ----- | ----- | ------ | ---------------- | ---------------- | ---------------- | --------------------- | --------------------- | --------------------- | ----- | ----- | ------ |
| F. C. Nordsjælland Dinamarca | 1.ª           | 2018-19       | 22    | 0     | 1      | 1                | 0                | 0                | 5                     | 0                     | 0                     | 28    | 0     | 1      |
| F. C. Nordsjælland Dinamarca | 1.ª           | 2019-20       | 32    | 1     | 0      | 1                | 0                | 0                | ―                     | ―                     | ―                     | 33    | 1     | 0      |
| F. C. Nordsjælland Dinamarca | 1.ª           | 2020-21       | 29    | 0     | 2      | 1                | 0                | 0                | ―                     | ―                     | ―                     | 30    | 0     | 2      |
| F. C. Nordsjælland Dinamarca | 1.ª           | 2021-22       | 28    | 0     | 2      | 2                | 0                | 1                | ―                     | ―                     | ―                     | 30    | 0     | 3      |
| F. C. Nordsjælland Dinamarca | 1.ª           | 2022-23       | 30    | 0     | 6      | 5                | 0                | 0                | ―                     | ―                     | ―                     | 35    | 0     | 6      |
| F. C. Nordsjælland Dinamarca | Total club    | Total club    | 141   | 1     | 11     | 10               | 0                | 1                | 5                     | 0                     | 0                     | 156   | 1     | 12     |
| F. C. Colonia II · Alemania  | 4.ª           | 2023-24       | 1     | 0     | 0      | —                | —                | —                | —                     | —                     | —                     | 1     | 0     | 0      |
| F. C. Colonia II · Alemania  | Total club    | Total club    | 1     | 0     | 0      | 0                | 0                | 0                | 0                     | 0                     | 0                     | 1     | 0     | 0      |
| F. C. Colonia · Alemania     | 1.ª           | 2023-24       | 4     | 0     | 0      | 1                | 0                | 0                | —                     | —                     | —                     | 5     | 0     | 0      |
| F. C. Colonia · Alemania     | Total club    | Total club    | 4     | 0     | 0      | 1                | 0                | 0                | 0                     | 0                     | 0                     | 5     | 0     | 0      |
| Total carrera                | Total carrera | Total carrera | 146   | 1     | 11     | 11               | 0                | 1                | 5                     | 0                     | 0                     | 162   | 1     | 12     |